# جزيرة فارسي
جزيرة فارسي هي جزيرة إيرانية صغيرة قاحلة تقع في الخليج العربي بالقرب من جزيرة العربية التابعة للسعودية وتعتبر جزيرة فارسي مقر قاعدة الحرس الثوري البحرية. تبلغ مساحتها حوالي 0.25 كيلومتر مربع (0.10 ميل مربع) وممنوع زيارتها من الناس. يقع مركز الجزيرة عند خط عرض 27 ° 59 '36 «شمالا وخط طول 50 ° 10' 22» بينما يبلغ أقصى ارتفاع 4 أمتار (13 قدم).
في أواخر الثمانينات خلال مرحلة حرب الناقلات في حرب الخليج الأولى استخدم الحرس الثوري زوارق سريعة لشن هجمات من جزيرة فارسي على السفن العراقية وحلفائها بما في ذلك الكويت. دخلت الولايات المتحدة الخليج العربي لحماية شحنات النفط الكويتية. زرعت إيران الألغام البحرية بالقرب من جزيرة فارسي على مسار القافلة الأولى التي تتألف من سفن البحرية الأمريكية وناقلة النفط الكويتية بريدجتون التي ضربتها أحد الألغام.
في 12 يناير 2016 قوات الحرس الثوري الإيراني المتمركزة في الجزيرة خطفت سفينتين صغيرتين واعتقلت 10 بحارة بالبحرية الأمريكية بعد دخولهم المياه الإقليمية الإيرانية. دفعت هذه الحادثة إلى عقد محادثات بين وزارة الخارجية الإيرانية ووزارة الخارجية الأمريكية فيما يتعلق بالإفراج عنهم. أفرج عنهم جميع البحارة العشرة والسفينتين في صباح اليوم التالي.